# フォント
フォント（英: font）は、本来「同じサイズで、書体デザインの同じ活字のひとそろい」を意味するが、現在では画面に表示したり、書籍など紙面に印刷したりするためにコンピュータ上で利用できるようにした書体データを指す。金属活字や写真植字など先行する印刷技術の歴史を踏まえる場合、データとしてのフォントは特にデジタルフォント（digital font）と区別して呼ぶ。これに対して活字や写植文字盤によるものをアナログフォント（analogue font）というレトロニムで呼ぶこともある。
書体という言葉は、現在ではフォント（の使用ライセンス数）を数える単位としても用いられるが、ここでは分けて考えることとする。（書体参照）

## 外形による分類

左：明朝体のウロコ、中央：明朝体、右：ゴシック体

フォントは特定の書体の文字を内包しており、活字体やブロック体や筆記体などさまざまな書体のものが存在する。フォントを使う文字の種類の違いなどにより、一つの書体に対し複数のフォントが用意されていることもある（日本語向けと中国語向けなど）。
よく混植される複数の書体をひとまとめにしてフォントファミリーにするということが行われている。欧文書体のフォントファミリーでは正体に加えて、ボールド体（太字）、イタリック体、ボールドイタリック体の用意されていることが多い。なお日本語フォントの制作元では、別ファミリーとも考えられる明朝体とゴシック体をセットにし、両者の混植を意識してデザインすることがしばしば見られる。

### セリフ体 (明朝体) とサンセリフ体 (ゴシック体)
活字体の代表的なものにはセリフ（ウロコ）のあるセリフ体（明朝体）と、セリフ（ウロコ）のないサンセリフ体（ゴシック体）が存在する。
セリフ体とサンセリフ体の中間はセミセリフ体やセミサン体と呼ばれる。OpenTypeのOpenType Font Variations仕様を使って、セリフ体からサンセリフ体まで連続的に変形できるようにしたフォントも存在する（Foredayなど）。

### コントラスト (抑揚)

セリフ体のようにコントラストの付いたヒューマニスト・サンセリフ体の一種（Optima）

セリフ体（明朝体）は一般的にコントラスト（抑揚; 縦線と横線などの太さの比）が付いている。明朝体では30%から50%のコントラストが一般的とされる。伝統的なサンセリフ体（ゴシック体）にはコントラストが付いていないものの、コントラストを付けて人間味を持たせたヒューマニスト・サンセリフ体の一種（タイポス系書体）も存在している（欧文書体ではOptima、和文書体ではタイポスなど）。
一般的な明朝体よりもコントラストを下げた横太明朝体もある。ゴシック体のように横太な明朝体には秀英横太明朝、TB横太明朝およびそのUD版であるTBUD明朝などが存在する。その他のUD明朝フォントも非UD版より横線が太いものとなっている。
コントラスト（抑揚）のバリエーションが用意されているフォントも存在している。これには例えばタイポス、TPスカイ、TPスカイラウンド、TP明朝、黎ミン、Adobe Variable Font Prototype（CNTR軸タグ）などがある。

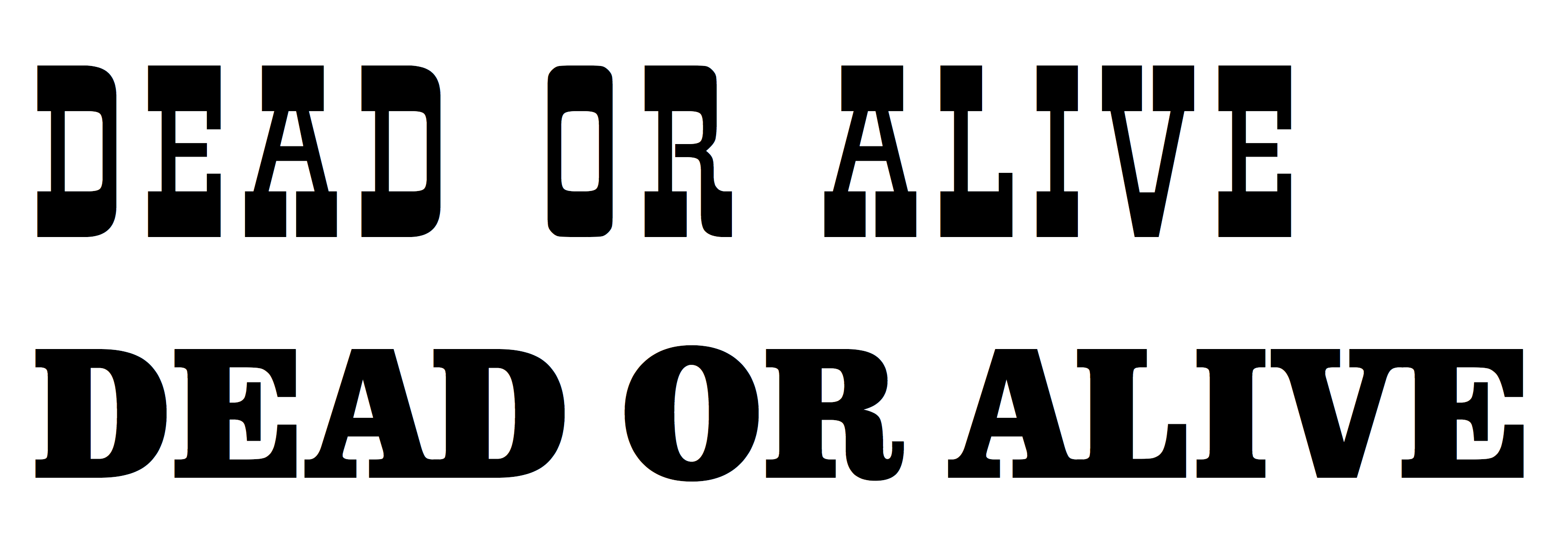
逆コントラスト書体（上/French Clarendon）と順コントラスト書体（下/Clarendon）

コントラストを逆に付けた逆コントラスト書体という欧文書体も存在する。和文書体にもタイポス系書体の太さを反転させたようなファンテール体がある。

### ラウンドとすみ丸とにじみ
ゴシック体の角を丸くした丸ゴシック体は広く普及しており、ゴシック体フォントのバリエーションの一つとして丸ゴシック体のフォントの用意されているフォントファミリーが多い。タイポス系書体の角を丸くしたフォントもある（タイポス系丸ゴシック）。
角の全体ではなく角の隅だけを丸くした「すみ丸角ゴシック体」もあり、すみ丸角ゴシック体は鉄道やデザイン雑誌AXISなどに使われている。丸ゴシック体とすみ丸角ゴシック体の両方のフォントを用意しているフォントファミリーも出てきている（AXISラウンド100とAXISラウンド50、TPスカイラウンド100とTPスカイラウンド50など）。
明朝体の角を丸くした丸明朝体や、明朝体を活版印刷のようににじませた「にじみ明朝体」(秀英にじみ明朝など) も登場している。

### ゲタ (突き出し)
一般的なゴシック体にはゲタ（突き出し）が付く一方、一般的な丸ゴシック体にはゲタが付かない。ただしゴシック体でもUDフォント（後述）ではゲタの付いていないものが多い。丸ゴシック体にもゲタの付いたものが存在する（モリサワのソフトゴシックなど）。

### 手書き書体と連綿体
手書き書体は筆記具による手書きを模したものである。フォーマルなものとカジュアル（インフォーマル）なもの、単調（モノトーン）なものとブラシ調のもの、放ち書き (Unjoined) なものと続け字（連綿体、Joined）のものが存在する。
手書き書体には西洋の葦ペン・羽ペン・万年筆によるカリグラフィーを模したイタリック体、ブラックレター体、カッパープレート体、（いわゆるスクリプト体）の筆記体フォント（日本語書体では後述の西洋レトロなフォントや欧風花体/金花体など）、東洋の毛筆による書道を模した楷書体、行書体、草書体の毛筆フォント、楷書よりも形や線の太さが整った教科書体フォント、ボールペンやサインペンで書いたようなペン字体フォントなどが存在する。
金属活字の時代からスクリプト体の活字や連綿体の連綿活字は存在していたが、組み合わせによって活字が変わるため使用が複雑であった。OpenTypeフォントではフィーチャータグにより文脈依存字形（caltタグ）、標準合字（ligaタグ）、任意合字（dligタグ）などに対応しているため、スクリプト体や連綿体の使用が容易となっている。
Unicodeの数学用英数字記号にはイタリック体とスクリプト体とフラクトゥール体のラテン文字およびイタリック体のギリシャ文字が割り当てられており、これらは一つのフォントに含めることが可能となっている。またスクリプト体は異体字セレクタによってラウンドハンド体とチャンスリー体の切り替えが可能となっている。
Unicodeの漢字や変体仮名には漢字の崩し字と同形の文字が一部含まれている（𬼂（也の草体）など）。
筑紫Q明朝や「みちくさ」など明朝体と筆書体の中間のようなフォントも登場している。
OpenTypeのOpenType Font Variations仕様を使って、フォーマルからカジュアルまで連続的に変形できるようにしたフォントも存在する（Recursiveなど）。

### モダンとトラディショナルとオールドスタイルと未来風

モダンなネオ・グロテスク体（左/Helvetica）とトラディショナルなグロテスク・サンセリフ体（右/アクチデンツ）

トラディショナルに感じられる日本語書体はふところが狭く、モダンに感じられる日本語書体はふところが広い。
ふところの狭い明朝体には本明朝（Classic Mac OS搭載）とその派生のMS 明朝（Microsoft Windows搭載）/HG 明朝（Microsoft Office搭載）、リュウミン（Classic Mac OS搭載）、筑紫明朝（フォントワークス）などがある。ふところの狭いゴシック体には中ゴシックBBB（Classic Mac OS搭載）、イワタゴシック（イワタ）、筑紫ゴシック（フォントワークス）、ゴシックMB101（モリサワ）などがある。
ふところの広い明朝体には平成明朝（macOS搭載）、小塚明朝（Adobe Acrobatなどに搭載）、黎ミン（モリサワ）などがある。ふところの広いゴシック体には新ゴや小塚ゴシック（Adobe Acrobatなどに搭載）などがある。
ふところの広さのバリエーションが用意されているフォントファミリーも存在する（TP スカイ/TPスカイ クラシック/TPスカイ モダンなど）。
その他オールドスタイルの書体も存在する。オールドスタイルの書体は大きさなどが揃っておらず、癖の強いものとなっている。オールドスタイルの明朝体には筑紫オールド明朝（フォントワークス）、ZENオールド明朝（エイワン）、A1明朝（モリサワ）、秀英明朝（モリサワ）、S明朝（ニィス）、イワタ明朝体オールド（イワタ）、きざはし金陵（モリサワ）、解ミン 宙（モリサワ）、霞青藍（モリサワ）、霞白藤（モリサワ）、丸明オールド（砧書体制作所〈発表当初はカタオカデザインワークス〉）、筑紫アンティーク明朝（フォントワークス）、欅明朝 Oldstyle（モリサワ）、貂明朝（Adobe）などがある。オールドスタイルのゴシック体にはイワタゴシック体オールド（イワタ）、ヒラギノ角ゴ オールド（SCREEN）、筑紫アンティークゴシック（フォントワークス）、欅角ゴシック Oldstyle（モリサワ）などがある。またオールドスタイルの丸ゴシック体にはヒラギノ丸ゴ オールド (SCREEN)などがある。
大正ロマン・昭和モダン・西洋レトロ・レトロ可愛いを意識したレトロモダンな書体も存在する。これにはダイナフォントのロマン風書体シリーズ（ロマン鳳、ロマン輝、ロマン雪）、MPC（解散後六歌仙が引き継ぎ）の昭和モダン体、モリサワの赤のアリス・白のアリス・オズ・翠流ネオロマン・翠流デコロマン（アーフィックのAR浪漫明朝体ベース）・月下香、フォントワークスのパルレトロン、視覚デザイン研究所の黒明朝やG明朝、各種シネマ書体などがある。
英語のセリフ体にもオールドスタイル、モダン (ディドーン)、その中間体であるトランジショナルが存在する。サンセリフ体にもトラディショナルなグロテスク・サンセリフ体とモダンなネオ・グロテスク体が存在する。
未来を思わせるフォントも存在し、未来を印象づけるブランドや未来が舞台のコンテンツなどで使われている。欧文ではEurostileやFuturaなどのジオメトリックサンセリフ体が相当する。和文ではDF綜藝体が使われている。また綜藝体に類似するフォントには創挙蘭（2021年現在DTPフォント化されていない）やAR新藝体（かなを変更した花風テクノや翠流アトラスもある）が存在する。
なお、ここでいう新旧はスタイルのことであり漢字の字体・字形とは関係しない。漢字の字体・字形の新旧についてはOpenTypeフォントがフィーチャータグにより旧字体（tradタグ）、印刷標準字体（nlckタグ）、JIS78字形（jp78タグ）、JIS83字形（jp83タグ）、JIS90字形（jp90タグ）、JIS2004字形（jp04タグ）の切り替えを可能としている。またUnicodeの異体字シーケンス（SVSやIVS）に対応しているフォントとアプリケーションの組み合わせでは対象文字の後ろに異体字セレクタを付けることによっても切り替えが可能となる。ここでの字形には明朝体の単なるデザイン差とされる筆押さえのような装飾の違いも含んでいる。伝統的な明朝体には装飾として筆押さえが付いていたものの、近年の明朝体では筆押さえを付けることが減っているとされているが、一部の文字の筆押さえも異体字セレクタなどを使うことで変更することが可能となっている。
数字字形の新旧についてもOpenTypeフォントがフィーチャータグによりライニング体（lnumタグ）とオールドスタイルのノンライニング体（onumタグ）の切り替えを可能としている。OpenTypeフォントではフィーチャータグのsaltタグとss##タグにより任意の代替スタイル字形への切り替えが可能となっており、古い字形と新しい字形を含めたさまざまな字形に切り替えられるフォントが存在する。
トラディショナルな書体とモダンな書体の乖離が大きい文字体系も存在する。例えばタイ文字ではトラディショナルな書体がループ付きの文字な一方、モダンな書体がループ無しの文字となっている。両者の乖離が大きいため、両方の書体のフォントを提供する多言語フォントファミリーがある（MonotypeのNeue Frutiger Thai TraditionalとNeue Frutiger Thai Modern、モリサワのClarimo UD ThaiとClarimo UD ThaiModern、ダイナコムウェアのDF King Gothic TH10とDF King Gothic THM10など）。

オールドスタイルの数字字体（ノンライニング体）
さまざまな「Q」の字形スタイル
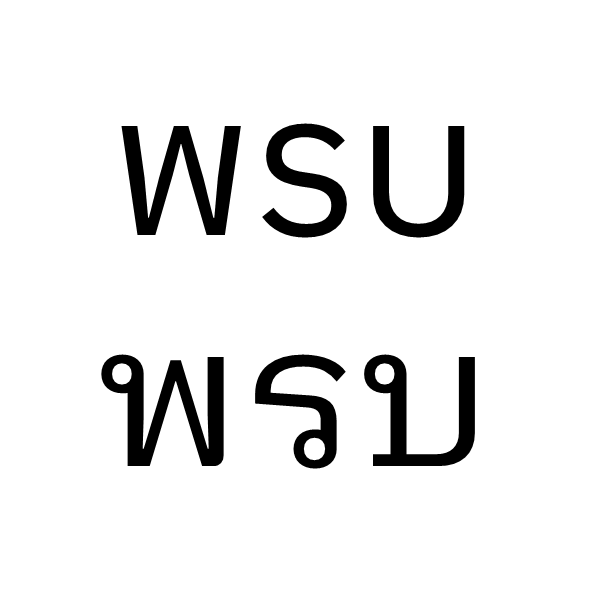
タイ文字のモダン書体（上）とトラディショナル書体（下）

### 本文用と見出し用とキャプション用
フォントには本文用と見出し用のものとが存在する。
本文用の明朝体は伝統的に見出しまで共用できるよう作られているものが多いとされる。例えばモトヤ明朝では細字を本文用として小さくても潰れないようにし、太字を見出し用として楷書に寄せた柔らかいものにしている。
一方、凸版文久体では本文用と見出し用でフォントが分かれており、本文用の凸版文久明朝/凸版文久ゴシックでは読みやすさを、見出し用の凸版文久見出し明朝/凸版文久見出しゴシックではインパクトを重視するものとなっている。

#### オプティカルサイズ
小さな文字は潰れたり見分けが難しくなったりするため、文字サイズにより複数のデザインのあるフォントも存在する。例えばAdobeのOpenTypeフォントではCaption（キャプション用・6〜8ポイント向け）、Regular（一般用・9〜13ポイント向け）、Subhead（小見出し用・14〜24ポイント向け）、Display（タイトル用・25〜72ポイント向け）のバリアントが用意されている。
OpenTypeにはOpenType Font Variationsという仕様が存在し、opsz軸タグを使ってオプティカルサイズを連続的に変えられるようにすることも可能となっている。

#### ルビ用字形
日本語では漢字などに読み仮名として小さなルビを振ることが行われるが、一部の日本語のOpenTypeフォントはフィーチャータグによりルビ用字形（rubyタグ）への切り替えが可能となっている。小さいサイズでも読みやすいように細めの本文書体でルビ用仮名が太めに作られるなど、標準仮名とルビ用仮名とではデザインが異なる。かつては、ルビ用字形では拗促音などを示す小書きの仮名も標準サイズとされた。これは活字組版ではルビ用の小書き仮名が用意されなかったことの名残であると考えられる。商用日本語OpenTypeフォントの文字セットとして事実上の標準となっているAdobe-Japan1では、2000年の追補4（Adobe-Japan1-4）でCID 12639〜12869に、2002年の追補5（Adobe-Japan1-5）でCID 16412〜16468にルビ用字形を割り当てている。これらのルビ用字形には、JIS X 0208に収録されたすべての小書きの仮名（追補4）とJIS X 0213に収録されたすべての小書きの仮名（追補5）が含まれる。2010年代初めまでには、書籍でルビに小書きの仮名を使用する例が増えている。

### ユニバーサルデザイン

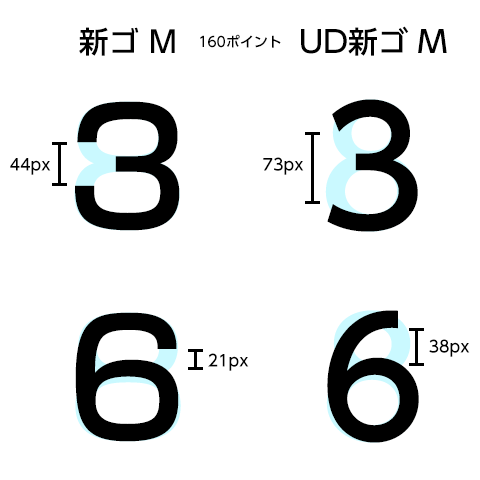
一般ゴシックフォント（新ゴ M）とUDゴシックフォント（UD新ゴ M）の比較（水色の数字は「8」）。

ユニバーサルデザイン書体（UD書体）とは、誰にでも読みやすいようなデザインの書体のことであり、UD書体のフォントはUDフォントと呼ぶ。例えば数字の「6」、「9」や「8」、「3」はフォントによっては非常に判別がしづらい。このような読みづらい文字を判別しやすいようにしたのがユニバーサルフォントである。UDフォントは見やすさのため、多くがふところの広いモダンな書体となっている。ゲタ（突き出し）の付いていないデザインが多いものの、ゲタの付いてるデザインの書体もある。
ゴシック体のUDフォントにはUD新ゴ（モリサワ）、TBUDゴシック（モリサワ）、イワタUDゴシック（イワタ）、イワタUD新聞ゴシック（イワタ）、みんなの文字ゴシック（UCDA/イワタ/電通）、UD角ゴ_ラージ/UD角ゴ_スモール（フォントワークス）、ヒラギノUD角ゴ/ヒラギノUD角ゴF（SCREEN）、NUDモトヤシーダ（モトヤ）、UD モトヤ新聞ゴシック（モトヤ）、UDゴシック体（ダイナコムウェア）、NIS_UDゴシック（ニィス）などがある。
丸ゴシック体のUDフォントにはUD新丸ゴ（モリサワ）、TBUD丸ゴシック（モリサワ）、イワタUD丸ゴシック（イワタ）、UD丸ゴ_ラージ/UD丸ゴ_スモール（フォントワークス）、ヒラギノUD丸ゴ（SCREEN）、NUDモトヤマルベリ（モトヤ）、UD丸ゴシック体（ダイナコムウェア）などがある。
明朝体のUDフォントにはUD黎ミン（モリサワ）、TBUD明朝（モリサワ）、イワタUD明朝（イワタ）、イワタUD新聞明朝（イワタ）、みんなの文字明朝（UCDA/イワタ/電通）、UD明朝（フォントワークス）、ヒラギノUD明朝（SCREEN）、NUDモトヤ明朝（モトヤ）、UD モトヤ新聞明朝（モトヤ）、UD明朝体（ダイナコムウェア）などがある。
UDのタイポス系書体（UDタイポス、NUDモトヤアポロなど）やUDの教科書体も登場している（UDデジタル教科書体など）。

### 学参フォント
| メーカー         | 教科書体                                | 筆順フォント                                                                                | 学参明朝体                                  | 学参ゴシック体                                                                   | 学参丸ゴシック体                  |
| ---------------- | --------------------------------------- | ------------------------------------------------------------------------------------------- | ------------------------------------------- | -------------------------------------------------------------------------------- | --------------------------------- |
| モリサワ         | 学参 常改教科書ICA                      | 筆順ICA/筆順2 ICA                                                                           | 学参 常改リュウミン、 学参かな アンチックAN | 学参 常改新ゴ、 学参 常改太ゴB101、 学参 常改中ゴシックBBB、 学参かな ネオツデイ | 学参 常改新丸ゴ、 学参 常改じゅん |
| （タイプバンク） | UDデジタル教科書体                      | UDデジタル教科書体 筆順フォント TypeA/TypeB                                                 |                                             |                                                                                  | TBUD学参丸ゴシック                |
| 字游工房         | 游教科書体                              |                                                                                             |                                             |                                                                                  |                                   |
| イワタ           | G-イワタ教科書体、 イワタ学参新教科書体 | イワタ筆順フォント 教科書体 Aタイプ/Bタイプ、 イワタ筆順フォント 新教科書体 Aタイプ/Bタイプ | G-イワタ明朝体                              | G-イワタゴシック体、 G-イワタ新ゴシック体                                        | G-イワタ丸ゴシック体              |
| モトヤ           | モトヤKJ教科書、 モトヤICT教科書        | モトヤK2 ヒツジュン/エレメント、 モトヤICT教科書 ヒツジュン/エレメント                      | モトヤKJ学参明朝                            | モトヤKJ学参ゴシック                                                             |                                   |
| ダイナコムウェア | DF教科書体                              |                                                                                             |                                             |                                                                                  |                                   |
| フォントワークス |                                         |                                                                                             |                                             |                                                                                  | 学参丸ゴ                          |

学参フォントは、文部科学省により小学校学習指導要領の学年別漢字配当表に示された「代表的な字形」に準拠したフォントである。既存の明朝体・ゴシック体・丸ゴシック体をベースに制作されるフォントで、主に文字の学習段階である小学生向けの教科書などに使用される。教科書・参考書・児童書などの分野に関係しないデザイナーに学参フォントが浸透するにつれて、テレビや新聞の広告、注意書きなど、年齢層に関係ないものでも使用される例が出てきた。教科書体においても、モリサワの「教科書ICA」に対する「学参 教科書ICA」「学参 常改教科書ICA」のように、代表字形との差異があるものについては、学参フォントが用意されている場合がある。

#### 筆順フォント
筆順フォントは、既存の教科書体を基にした筆順を示すためのフォントで、漢字ドリルや字典などの漢字の解説で使用されている。1画ずつ分解したもの（Aタイプ/TypeA/エレメントなど）と筆順に沿って1画ずつ増やしたもの（Bタイプ/TypeB/ヒツジュンなど）が存在し、両者は筆順を表現するために組み合わせて使用される。

### 等幅フォントとプロポーショナルフォント
- 等幅フォント（モノスペースフォント）

プロポーショナル（可変幅）とモノスペース（等幅）

- プロポーショナルフォント（可変幅フォント）

それぞれの文字の幅が統一されているフォントを等幅フォント、そうでないフォントをプロポーショナルフォントと呼ぶ。一般にプロポーショナルフォントの方が自然で読みやすいとされるが、初期のデジタルフォントでは技術的制約から等幅フォントが多用された。
日本の文字コードやUnicodeには半角英数と全角英数の両方の文字が含まれているが、プロポーショナルフォントには半角英数のみがプロポーショナルで全角英数が等幅となっているものがある。Unicodeの数学用英数字記号には等幅のアルファベットが含まれている。
OpenTypeフォントではフィーチャータグにより、全角字形（fwidタグ）、半角字形（hwidタグ）、プロポーショナル字形（pwidタグ）の切り替えが可能となっている。数字用のフィーチャータグも存在し、等幅数値字形（tnumタグ）とプロポーショナル数値字形（pnumタグ）を切り替えることが可能となっている。文字詰めもタグによって可能となっている（横組用のpaltタグ、縦組用のvpalタグ）。WebページではCSSのfont-feature-settingsプロパティにそれらタグを指定することで等幅とプロポーショナルの切り替えが可能となっている。
一部のTrueTypeフォントファミリーでは等幅フォントとプロポーショナルフォントが別個に提供されている。一部のフォントファミリーは等幅フォントの名前が無印となっており、プロポーショナルフォントの名前にPが入っている（等幅の「MS ゴシック」、プロポーショナルの「MS Pゴシック」など）。一部のフォントファミリーは等幅フォントの名前に「等幅」が入っており、プロポーショナルフォントの名前が無印となっている（等幅の「ヒラギノ角ゴ3等幅」、プロポーショナルの「ヒラギノ角ゴ3」など）。
OpenTypeのOpenType Font Variations仕様を使って、プロポーショナルから等幅まで連続的に変形できるようにしたフォントも存在する（Recursiveなど）。

### 長体・平体フォント

横軸は正体とブラック体（極太字体）、縦軸はコンデンス体（長体）と正体とエクステンド体（平体）

コンデンス体（長体、堅形）はスペースの少ない箇所で多く使われており、エクステンド体（平体、平形）は新聞の本文用に使われていた。活版印刷では専用の活字が用意されており、写真植字ではレンズにより変形処理が行われ、ワードプロセッサではデジタル処理により縦倍角化・横倍角化が行われていた。その後、長体や平体に最適化したフォントも登場している（前者はAXIS Fontコンデンス/コンプレス、UD新ゴ コンデンス、UD角ゴ コンデンス、TPスカイ コンデンス/コンプレス、TBゴシックforコンデンス、SST JPコンデンス、金剛黒体コンデンスなど、後者は新聞用本文書体の各種フォントなど）。
OpenTypeフォントではフィーチャータグにより、全角字形（fwidタグ）、半角字形（hwidタグ）、1/3角字形（twidタグ）、1/4角字形（qwid）の切り替えが可能となっているものの、対応文字種は少ない。
OpenTypeにはOpenType Font Variationsという仕様も存在し、wdth軸タグを使って幅を連続的に変えられるようにできる。これに対応する日本語フォントとしては例えば「金剛黒体VF」がある。

### 縦組用・横組用フォント
フォントにより縦組横組両用、縦組向け、横組向けが存在する。
Adobe-Japan1対応のOpenTypeフォントは横組用・縦組用の両方のグリフを含んでいる。OpenTypeフォントには縦組用字形へと切り替えるためのvertタグが存在する。OpenTypeフォントには横組用かなへ切り替えるためのhknaタグと縦組用かなへ切り替えるためのvknaタグが存在し、一部フォントは縦組用かなと横組用かなの両方を含んでいる。
縦組向けと横組向けで別のフォントとなっている書体（游教科書体など）や横組用かなを別のフォントとしても用意する書体（ヒラギノ明朝体横組用仮名）もある。

### 大がな・小がなフォント
大がなはラインが揃うものの、小がなの方が日本語の可読性は高いとされる。
一部のフォントファミリーは大がなフォントと小がなフォントの両方が用意されている（リュウミンL-KLとリュウミンL-KS、本明朝-L 標準がな/新がなと本明朝-L 小がな/新小がな、など）。

### 感情とフォント
ポップなフォントとしてPOP広告などに使われるポップ体フォント（創英角ポップ体やPopハッピネスなど）が、またホラーなフォントとしてホラー漫画などに使われるホラー系フォント（万葉古印ラージやコミックミステリなど）が存在する。
そのほか色々な感情を表現するフォントがあり、大日本印刷は字幕向けに自動でフォントを選択する「感情表現字幕システム」を開発している。

### 従属欧文および多言語フォント
一般的な日本語フォントには和文書体だけでなく従属欧文書体も付属しているが、フォントに含まれる和文書体と従属欧文書体には書体の印象差が存在している。混植では一般的に和文と従属欧文の調和融合が良いとされているが、游明朝など和文と従属欧文にあえて印象に差を付けたフォントも存在している。また書体にはお国柄というものも存在している。
和文がセンター揃えであるのに対し欧文がベースライン揃えであるため、混植では書体間でうまく調和をとる必要があり、例えば欧文書体のベースラインを下げてエックスハイトが高くなるよう長体を掛けて和文書体との調和を取ったフォント（写植でいうところのE欧文; 小塚ゴシックなど）や、和文書体のベースラインを上げて枠に収まるよう平体を掛けて欧文書体との調和と取ったフォント（メイリオなど）などが存在している。
多言語のテキストを表示・印刷する場合、異なる書体の混植が行われてきた。フォントエンジンには、フォントに欠けているグリフを別のフォントで補うフォントフォールバック機能やフォントリンク機能が搭載されているものもある。

#### 対応文字種
フォントはそれぞれ対応文字種および対応言語が異なっており、一つのフォントファミリーに複数の異なる文字種のフォントが含まれているものも存在する。
欧文フォントファミリーでも昔は地域ごとにフォントが分かれていた。例えばWindows 95の「多国語サポート」では西ヨーロッパ諸語（無印、Windows-1252）、中央ヨーロッパ諸語（CE、Windows-1250）、バルト諸語（Baltic、Windows-1257）、キリル諸語（Cyr、Windows-1251）、ギリシャ語（Greek、Windows-1253）、トルコ語（TUR、Windows-1254）でフォントが分かれており、Microsoftはこれらの文字全てを包括するグリフセットとしてWindows Glyph List 4（WGL4）を定めた。WGL4に似たコンセプトのグリフセットとしてWorld glyph set 1（W1G）およびそれにベトナム語やヘブライ語を追加したW2Gも存在し、一部のフォントベンダーはこちらを実装している。
一方、Adobeも独自にラテングリフセットを定めている。Adobe Latin 1は西ヨーロッパ諸語のみであり、Adobe Latin 2 (Std)はそれに数学記号を追加し、Adobe Latin 3 (Pro)はそれに中央ヨーロッパ諸語（バルト諸語・トルコ語含む）を追加し、Adobe Latin 4はそれにベトナム語などを追加し、Adobe Latin 5はそれに国際音声記号（IPA）などを追加している。なお、キリル諸語のグリフセットはAdobe Cyrillic 1〜3で、ギリシャ語のグリフセットはAdobe Greek 1〜2で定められている。
近年は日本語および中国語を含む多言語のフォントファミリーも登場している:
- モリサワ: UD新ゴ（森泽UD新黑）/Clarimo UD[103]、UD黎ミン（森泽UD黎明体）/Lutes UD[104]
- SCREEN: ヒラギノ角ゴ（冬青黑体）
- イワタ: みんなの文字ゴシック[105]、イワタUDゴシック（IWATA UD 黑体）[106]
- ダイナコムウェア: 金剛黒体[107]（華康金剛黑）、UDゴシック体[75]（華康UD黑）、青花ゴシック体（華康青花黑）、娥眉明朝体（華康愛情體[108]）、クラフト遊（華康娃娃體）など
- フォントワークス/方正電子: 筑紫明朝[109]、筑紫A見出ミン（筑紫A标题明朝）[109]、筑紫Aオールド明朝（筑紫A老明朝）[109]、筑紫ゴシック（筑紫黑）[109]、筑紫オールドゴシック（筑紫老式黑体）[109]、筑紫アンティークS明朝（筑紫古典S明朝）[109]、筑紫アンティークL明朝（筑紫古典L明朝）[109]、筑紫A丸ゴシック（筑紫A圆）[109]、パール（珍珠体）[109]、ハミング（轻吟体）[109]、パルラムネ（欢乐体）[109]、ベビポップ（童趣POP体）[109]
- Monotype: たづがね角ゴシック/M XiangHe Hei（翔鶴黑體）/Seol Sans/Neue Frutiger World[110]
- Dalton Maag: Aktiv Grotesk
- Adobe: Myriad/小塚ゴシック/Adobe Heiti（Adobe 黑体）
- Adobe/Google: 源ノ角ゴシック/Noto Sans CJK、源ノ明朝/Noto Serif CJK

その他の日本語を含む多言語のフォントファミリーには以下がある:
- フォントワークス: UD角ゴ_ラージ/FWThai/FWHebrew/FWArabic/FWHindi
- Monotype: SST[111]、Shorai Sans/Avenir Next World（英語版）[112]
- IBM: IBM Plex（中国語は2024年予定）

日本語を含まない多言語のフォントファミリーには以下がある：
- Monotype: Neue Helvetica World[113]、Univers Next Paneuropean/Cyrillic/Arabic、DIN Next Paneuropean/Cyrillic/Devanagari

例えば組み込み機器ではAndroidはRoboto/Noto Sans CJKを、PlayStation 4はSSTフォントを、Nintendo SwitchはUD新ゴを採用している。

#### 地域による字形の違い

地域による漢字字体の違い（左から簡体字（中国）、繁体字（台湾）、繁体字（香港）、新字体（日本）、韓国字体）

地域によるキリル文字の違い（左からロシア語の正体、同イタリック体、ブルガリア語の正体、同イタリック体、セルビア語の正体、同イタリック体）

漢字は地域によって字形が異なっているものの、Unicodeのコードポイントは同一となっている (Unihan)。OpenTypeフォントではloclタグによって同じコードポイントでの言語ごとに異なるグリフを一つのフォントへと詰め込むことが可能となっており、これにより漢字の日本字形、中国字形、台湾字形、香港字形、韓国字形、マカオ字形の全てに対応することができる（「Source LOCL Test」や「花園明朝・AFDKO版」がこれを採用している）。Adobeはフォント共通のデータを共有してファイルサイズを小さくしたフォントコレクション形式のSuper OTCで多言語フォントのSource Han Sans/Serifを提供している。
しかしながら一般的なフォント形式にはグリフ数の限界があり、未だ日本語と中国語でフォントの分かれているフォントファミリーが多い。字体数問題を解決するBoring Expansionも提案されており、HarfBuzz 5.0以降などが対応しているもののまだ普及には至っていない。
| 規格     | Adobe-Japan1-7 （日本） | Adobe-GB1-5 （簡体字） | Adobe-CNS1-7 （繁体字） | Adobe-KR-9 （韓国） | Source LOCL Test （参考用） |
| -------- | ----------------------- | ---------------------- | ----------------------- | ------------------- | --------------------------- |
| グリフ数 | 23,060                  | 30,284                 | 19,179                  | 22,897              | 65,534                      |

また、キリル文字でも字形がロシア語とブルガリア語とセルビア語（sr-Cyrl）で異なっており、loclタグがその切り替えに使われている（FS Sally Proなどが対応）。
ラテン文字でもloclタグがポーランド語のkreskaアクセント、ルーマニア語アルファベットのコンマビロー、オランド語のアクセント付き「ij」、トルコ語の「fi」合字抑制などのために使われている。

ルーマニア語のコンマビロー（上）とコードポイントを共有していたセディーユ（下）
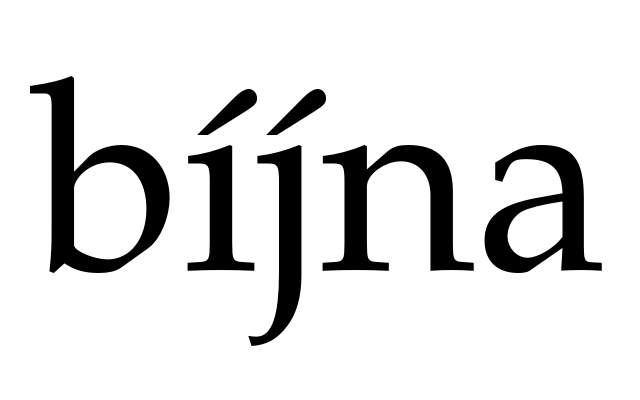
オランダ語の「íj́」を含む用例（「í」→「j」と入力する）
トルコ語で別字（「i」→「ı」）となってしまう「fi」合字

またその他にも地域によって様々な異体が存在し、フォントではそれらを指し示すのに OpenType の Language System Tags が使われている。一方、Webページに使われるHTML言語ではlang属性にIETF言語タグを指定することで字体の切り替えが可能となっている。

### ウェイト (太字フォント・細字フォント)
フォントには細字から太字までさまざまなウェイトのフォントが存在し、フォントファミリーによっては一つの書体に対し複数のウェイトのフォントが用意されている。
| 数値表記 | ISO/IEC 9541-1のウェイト名 | OpenTypeのOS/2テーブルのウェイト名 (ISO/IEC 14496-22) | Apple                          | CSS                                       |
| -------- | -------------------------- | ----------------------------------------------------- | ------------------------------ | ----------------------------------------- |
|          |                            |                                                       | Ultra Light                    | ?                                         |
| W1       | Ultra light（極細、UL）    | Thin                                                  | Thin                           | font-weight: 100;                         |
| W2       | Extra light（特細、EL）    | Extra Light (Ultra Light)                             | Light、Extra Light             | font-weight: 200;                         |
| W3       | Light（細、L）             | Light                                                 | Book                           | font-weight: 300;                         |
| W4       | Semi light（中細、SL）     | Normal (Regular)                                      | Regular、Plain、Display、Roman | font-weight: 400;又はfont-weight: normal; |
| W5       | Medium（中、M）            | Medium                                                | Medium                         | font-weight: 500;                         |
|          |                            |                                                       | Demi、Demi Bold                | ?                                         |
| W6       | Semi bold（中太、SB）      | Semi Bold (Demi Bold)                                 | Semi、Semi Bold                | font-weight: 600;                         |
| W7       | Bold（太、B）              | Bold                                                  | Bold                           | font-weight: 700;又はfont-weight: bold;   |
| W8       | Extra bold（特太、EB）     | Extra Bold (Ultra Bold)                               | Extra、Extra Bold              | font-weight: 800;                         |
|          |                            |                                                       | Heavy、Heavy Face              | ?                                         |
| W9       | Ultra bold（極太、UB）     | Black (Heavy)                                         | Black、Super                   | font-weight: 900;                         |
|          |                            |                                                       | Ultra、Ultra Black、Fat        | ?                                         |
|          |                            |                                                       | Extra Black、Obese、Nord       | ?                                         |

1. ↑  対応するJIS規格はJIS X 4161。日本語のウェイト名はTR X 0003:2000から。
2. ↑  CSS規格にも一般的なウェイト名として記載されている

Windowsの一部の実装系はOS/2テーブルのウェイト名に加えて、Extra Black (Ultra Black、font-weight: 950;)を実装している。なお、OpenTypeのPCLストロークウェイトでは-7（Ultra Thin）から7（Ultra Black）まで存在するものの、広く使われてはいない。
OpenTypeにはOpenType Font Variationsという仕様も存在し、wght軸タグを使ってウェイトを連続的に変えられるようにできる。これに対応する日本語フォントとしては例えば「源ノ角ゴシック VF」「源ノ明朝 VF」やM+ FONTS（M PLUS 1、M PLUS 2など）、「Shorai Sans Variable」、「イワタUDゴシックバリアブル」、「金剛黒体VF」が存在する。
ロゴGブラック（視覚デザイン研究所）、ロゴJrブラック（視覚デザイン研究所）、ラグランUB（フォントワークス）、ラグランパンチUB（フォントワークス）、ボルクロイド（モリサワ）のような極太書体や、重ね丸ゴシック体のような食い込ませ書体も存在する。

### 斜体フォント
斜体にはイタリック体とオブリーク体が存在し、欧文で良く使われている。日本語でも広告などに使われることがある。
OpenTypeフォントではフィーチャータグにより、イタリック字形（italタグ）への切り替えが可能となっている。Unicodeの数学用英数字記号にはセリフおよびサンセリフのイタリック体のアルファベットが含まれている。
OpenTypeにはOpenType Font Variationsという仕様が存在し、slnt軸タグを使って傾斜角度を連続的に変えられるようにできる。

### カラー
モダンなフォント形式ではグリフに多数の色を入れることが可能となっている。これは主に絵文字で使われているが、普通の文字でも色を使うことができる。普通の文字で色に対応するフォントとしてはGilbert、Utopian、TRAJAN Colorなどがある。

## データ形式による分類

### ビットマップフォント

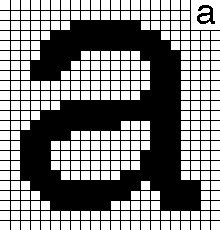
ビットマップフォントの例

ドットの組み合わせで文字を表現したフォントで、初期のコンピュータには、容量の節減および描画速度の確保のためビットマップフォントを利用した。日本語文字においては、当時はフォントを全て記憶するには記憶容量（RAM）が少なかった上に、かといって逐次必要なフォントをフロッピーディスクドライブから読み出すのも速度的に問題があるので、漢字ROMにビットマップフォントを格納して運用されることが多かった。現在でも、スケーラブルフォントからビットマップフォントを生成するとき、文字が小さいと線間の調整ができずに潰れて読めなくなってしまうことが多いため、小さな文字ではビットマップフォントが使われることもあるが、フォントヒンティングで対応することもある。
8ドットサイズの英字、カタカナ文字が利用できるフォント。400ラインのディスプレイの普及や、漢字が扱えるようになり、16ドットサイズのフォントがコンピュータに搭載されるようになった。印刷では、ワープロ専用機を中心に24ドット、48ドットなどのフォントも利用され始め、スケーラブルフォントへ移行していった。

### スケーラブルフォント
線の位置や形、長さなどで文字の形を作るため、拡大縮小しても、ビットマップフォントとは違い字形に影響がない。そのためスケーラブル、拡縮自由などと冠される。拡縮自由なフォントとしては、ストロークフォントやアウトラインフォントがある。

#### ストロークフォント
文字の形状を、中心線だけの情報で保持するフォント形式。線の太さなどは扱わないためデータ量は軽く、かつ出力デバイスの解像度に依存しない。CADシステムやプロッタなどで使用される。なお「ストロークフォント」という言葉は、文字をストロークごとに分解して管理する作成・生成・管理システム（それをフォントプログラムとして実装した例としてはダイナコムのストロークベーステクノロジなど）や、派生した形式（一つの骨格からファミリーを生成する技術など）を指すこともある。アルファブレンドの三次ベジェ曲線で構成され筆順を持つストロークフォントはASPで利用可能である。

#### アウトラインフォント（袋文字）
文字の輪郭線の形状を、関数曲線の情報として持つフォント形式。実際に画面や紙に出力する際には、解像度に合わせてビットマップ状に塗り潰すラスタライズが必要になる。
日本ではワープロやDTPを中心にアウトラインフォントの利用が普及し、WYSIWYGが普及したために、コンピュータ画面でもスケーラブルラインフォントの利用が広がった（当初のDTPは、プリントアウトにはアウトラインフォントを使い、画面表示にはビットマップフォントを使用するワークフローが基本だった）。

#### バリアブルフォント
フォントの太さ、幅、傾斜などが可変のアウトラインフォントである。バリアブルフォント登場以前のフォントは基本的には拡大と縮小のみであったため、フォントの太さ、幅、傾斜などが異なるスタイルのフォントを個別に用意しなければならなかったのに対して、バリアブルフォントではそれらが可変であるため単一のフォントファイルで複数のスタイルに対応できフォントのファイルサイズを小さくできる。

## ファイル形式（または利用できるシステム）による分類

### フォントコレクション形式
- TrueType Collection (TTC) / OpenType Collection (OTC)
  - 前者は複数のTrueTypeフォントを、後者は複数のOpenTypeフォントを一つにまとめたフォントコレクション形式。コレクション内のフォント間でグリフを共有することも可能となっている。ただしOTCは対応OSが限られる。

### アウトライン形式
ビットマップの埋め込みができる形式も多い。
TrueTypeフォント（TTF）
Windows、Macintosh共通で利用できることを想定したフォント。LinuxおよびFreeBSDでも利用可能。macOSでも、そのままWindows用TrueTypeを扱うことができる。2次B-スプライン曲線で字形を制御する。ビットマップフォントを内蔵できる。TrueTypeフォントをPostScriptプリンタで処理するための形式をType42という。

TrueType GX
QuickDraw GX向けのフォント形式であった。フォントバリエーションのための仕様を含んでいた。

PostScriptフォント
Macintoshで普及し使われるフォントで、三次ベジェ曲線で字形を制御する。

Type1フォント
- 1バイト言語用のフォントで、256文字まで格納できる。
- 一般にType1と呼ばれていても、実際にはType3や5のものなどがあるので注意が必要。詳しくはPostScriptフォントを参照。

Type 1 GX
QuickDraw GX向けのフォント形式であった。Multiple master fonts - フォントバリエーションのための仕様を含んでいた。

OCFフォント
2バイト言語用のフォントで、Type1フォントを多数積み重ねた構造をしている。PostScriptのタイプ別でいうと、Type0（Type1や3を組み合わせた形式）に当たる。

CIDフォント
OCFフォントを改良し、CIDコードとCMap/cmapなど、2バイト言語用に簡素化した構造を採用したフォント。異体字切り替え機能を有する。一部仕様が変わった拡張CID（sfntCID）という規格もあり、モリサワのNewCIDフォントはこれに当たる。PostScriptのタイプ別でいうと、Type9に当たるものが多い（TrueTypeベースのCIDフォントなどは例外）。

OpenTypeフォント
- Windows、Macintoshでの互換性を実現したフォントで、TrueType（OpenType/TTF）とPostScript（OpenType/CFF）の二つの形式がある。CIDよりも強力な異体字切り替え機能や、フォントレベルでのダイナミックダウンロード対応（= プリンタフォントが不要）などが特徴。PostScriptのタイプ別でいうと、Type2（データサイズを抑えることのできる形式）に当たる。
- OpenType形式はOFF（Open Font Format）としてISOで標準化されている（ISO/IEC 14496-22:2019）。
- グリフ数は他の形式と同程度の65535個までとなっているが、その制限を超えるためのBoring Expansion (BE) が2022年現在HarfBuzzのチームによって開発中となっている。

EOT（Embedded OpenType）フォント
無圧縮のEOT Liteと圧縮版のEOT compressedが存在する。Microsoftがウェブフォントとして採用しており、W3Cで仕様が公開されている。

METAFONT
組版システムのTeXとともにドナルド・クヌースが開発したフォント用のプログラミング言語。Computer Modernのデザインに使われた。

WIFEフォント
Windows上で日本語などの2バイトフォントを扱うための機構の一つである、WIFE（Windows Intelligent Font Environment）の仕様に基づいて作られたフォント。Windowsにはラスタライザは付属せず、サードパーティー各社から発売されたラスタライザを入手する必要があった。各ラスタライザ間の互換性はなく、それぞれのラスタライザに対応するフォントしか使用できなかった。Windows 3.0時代に普及したが、Windows 3.1で標準装備されたTrueTypeの普及などにより、次第に利用されなくなった。

Web Open Font Format（WOFF）
多くのブラウザで使われているWebフォント形式。

SFD（Spline Font Database File Format）
FontForgeで使われるフォントの保存形式。全てがASCIIで表現されるためサイズは大きいが、diffを取りやすいなどの理由により開発に使われることが多い。

SVGフォント
SVGではフォントを定義することができ、そのフォントをSVGフォントと呼ぶ。しかしながら、仕様にはシステムフォントへの変換はしてはならないとある。

ベンダー独自
写研のCフォント、モリサワのKeiTypeなどのベンダーで閉じた独自形式のものが存在する。

### ストローク形式
SHXフォント
CADで使われるストロークフォント形式。
LCフォント
シャープの組み込み向けフォント。

### ビットマップ形式
BDF
UNIXで標準的に使用されたビットマップフォント用の形式。
丸漢フォント
Macintoshで標準的に使用されたビットマップフォント用の形式。
SNF（Server Natural Format）
PCF（Portable Compiled Format）
HBF（Hanzi Bitmap Font）

### 合成フォント形式
Windowsで合成フォント（フォントリンク機能）を使うためにはOSのレジストリに登録する必要があり、レジストリへの登録を自動化した.regファイルが付属するフォントもある。LinuxではFontconfigの.confファイルを使ってフォント合成が可能。
Composite Font Representation（CFR）
ISOで標準化されているXMLベースの合成フォント形式（ISO/IEC 14496-28:2012）。拡張子は.sfont。Mac OS X 10.8以降で使用可能。

## フォントが持つデータ構造

### グリフデータ
- エンコード
- ビットマップや制御点の位置

### 組版のためのデータ
- 字送り量
- カーニング情報
- 合字情報

## 法的保護
一　著作権法二条一項一号は、「思想又は感情を創作的に表現したものであって、文芸、学術、美術又は音楽の範囲に属するもの」を著作物と定めるところ、印刷用書体がここにいう著作物に該当するというためには、それが従来の印刷用書体に比して顕著な特徴を有するといった独創性を備えることが必要であり、かつ、それ自体が美術鑑賞の対象となり得る美的特性を備えていなければならないと解するのが相当である。この点につき、印刷用書体について右の独創性を緩和し、又は実用的機能の観点から見た美しさがあれば足りるとすると、この印刷用書体を用いた小説、論文等の印刷物を出版するためには印刷用書体の著作者の氏名の表示及び著作権者の許諾が必要となり、これを複製する際にも著作権者の許諾が必要となり、既存の印刷用書体に依拠して類似の印刷用書体を制作し又はこれを改良することができなくなるなどのおそれがあり（著作権法一九条ないし二一条、二七条）、著作物の公正な利用に留意しつつ、著作者の権利の保護を図り、もって文化の発展に寄与しようとする著作権法の目的に反することになる。印刷用書体は、文字の有する情報伝達機能を発揮する必要があるために、必然的にその形態には一定の制約を受けるものであるところ、これが一般的に著作物として保護されるものとすると、著作権の成立に審査及び登録を要せず、著作権の対外的な表示も要求しない我が国の著作権制度の下においては、わずかな差異を有する無数の印刷用書体について著作権が成立することとなり、権利関係が複雑となり、混乱を招くことが予想される。—民集　第54巻7号2481頁

## 代表的なフォントベンダー

### 多言語
- アドビ

### 和文
- イワタ
- 欣喜堂
- 写研（DTP用はリリースしていない）
- SCREENグラフィックソリューションズ
- ダイナコムウェア
- タイププロジェクト
- ニィス
- フォントワークス
- モトヤ
- モリサワ - リョービイマジクスのフォント事業の買収も行った[138]。
  - タイプバンク
  - 字游工房
  - リムコーポレーション（組み込み機器専門）
- リコー - 創英企画の全書体の買収も行った[139]。
- 視覚デザイン研究所
- シーアンドジイ
- スキルインフォメーションズ

### 中文
- 森澤（モリサワ）
  - 文鼎科技（中国語版）（アーフィック）
- 蒙納公司（モノタイプ・イメージング（英語版））
  - Monotype Hong Kong（旧中國字體設計[注 14]）
- 常州華文印刷新技術（フランス語版）（サイノタイプ）
- 威鋒數位（ダイナコムウェア、旧名華康科技）
- 漢儀科印（中国語版）（ハンイ）
- 方正電子（中国語版）（ファウンダー）

### 欧文
- エミグレ
- モノタイプ・イメージング（英語版） - 2022年にはBerthold Type Foundry（英語版）の書体も買収した[140]。
  - インターナショナル・タイプフェイス・コーポレーション（英語版）（ITC）
  - ライノタイプ・ライブラリ
  - ビットストリーム
  - アセンダー・コーポレーション（英語版）
  - FontShop International（英語版）
  - Fontsmith
  - URW Type Foundry（英語版）（旧URW++ Design & Development）
  - Hoefler & Co.（英語版）
- Parachute Type foundry（英語版）
- Dalton Maag（英語版）
- House Industries（英語版）
- Klim Type Foundry（英語版）
- Typotheque（英語版）
- Font Bureau（英語版）
- Rosetta Type Foundry
- モリサワ
  - Occupant[141]

### 韓文
- サンドル（朝鮮語版）
- フォントリックス（朝鮮語版）
- YoonDesign Group - フォントワークスがYOON LETSを提供している。

### アラビア文
- Monotype Imaging
  - Linotype - 簡体アラビア文字（英語版）を広めた[142]。
- TPTQ Arabic[142]
- Rosetta Type Foundry

### インド文
- Indian Type Foundry（フランス語版）
- Rosetta Type Foundry

### タイ文
- Cadson Demak - モリサワが同社製フォントをMORISAWA PASSPORT経由で提供している[143]。
- DB Designs - 同上[143]。
- Katatrad Aksorn - 同上[143]。

### ヘブライ文
- Fontef Type Foundry

## コーポレートフォント / ブランドフォント
企業が自社向けのフォントを作ることも増えており、これはコーポレートフォントと呼ばれている。外販されているコーポレートフォントも存在する。また特定のブランドに限定したブランドフォントも存在する。代表的なフォントには以下がある。
- Monotype製作
  - Sony - SSTフォント[144]（和文はSST JP[145]）
  - テンセント - TTTGB[146]
  - メルカリ - Mercari Sans[147]
  - ブリヂストン - Bridgestone Type[148]（和文はType Project開発のBridgestoneType TP[149]）
- Type Project製作
  - さくらインターネット - Haru TP[150]
  - TBS - TBSゴシック TP、TBS明朝 TP[151]
  - 国立公園（環境省） - TP国立公園明朝[152]
  - AXIS（アクシス社） - AXISフォント[153]
  - デンソー - DENSO TP 2017、DENSO Sans TP（欧文部分はKontrapunkt制作）[154]
- モリサワ製作
  - Chatwork - Chatwork Sans[155]
- フォントワークス製作
  - テレビ朝日 - テレ朝UD[156]
  - クックパッド - Cookpad Sans[157]
- その他
  - Adobe - Adobe Garamond、Adobe Clearフォントファミリ[158]
  - 凸版印刷 - 凸版文久ゴシック、凸版文久明朝[159]
  - 富士通 - Fujitsu Infinity Pro（和文はモリサワのUD新ゴを採用）[160]
  - パナソニック - イワタUDゴシック[161][162][注 15]
  - 楽天 - Rakuten Font[163][164]
  - LINE - LINE Seed Sans（和文はフォントワークス共同開発のLINE Seed JP[165]）
  - アリババグループ - Alibaba Sans、Alibaba PuHuiTi[166]
  - マイクロソフト - Segoe
  - Ubuntu（カノニカル）- Ubuntuフォントファミリ
  - Apple - Apple Garamond、Myriad Apple、San Francisco[167][168]（en:Typography of Apple Inc.も参照）
  - Google - Product Sans/Google Sans（英語版）[167]
    - YouTube - Youtube Sans[167]

  - Netflix - Netflix Sans[167]
  - IBM - IBM Plex
  - 英国放送協会 - BBC Reith[167][169]
  - ノキア - Nokia Sans、Nokia Pure（英語版）[167]
  - Twitter - Chirp
  - Airbnb - Airbnb Cereal
  - サムスングループ - SamsungOne[167]
  - OPPO - OPPO Sans
  - ファーウェイ - HarmonyOS Sans
  - Xiaomi - MiSans

また特定の都市のブランド化を目指した都市フォントも存在する。

## Webサイトでのフォント使用

### CSSでのフォント指定
Webサイトで用いられる書体はCSSのfont-familyプロパティによって指定され表示される。
CSSで指定できるフォントの種類を以下に示す。フォントは表示するクライアント環境にインストールされているか、Webサイトをロードした際にWebフォントとして同時にフォントファイルを読み込むことが前提となる。このことから、同じCSSの指定でも閲覧環境のOSやブラウザにより表示が異なる。
system-ui システムデフォルト
0123 abcdefg абвгдеёж αβγδεζη ひらがなカタカナ日本語
sans-serif ゴシック体、サンセリフ体
0123 abcdefg абвгдеёж αβγδεζη ひらがなカタカナ日本語
serif 明朝体、ローマン体
0123 abcdefg абвгдеёж αβγδεζη ひらがなカタカナ日本語
monospace 等幅フォント
0123 abcdefg абвгдеёж αβγδεζη ひらがなカタカナ日本語
fantasy 装飾的フォント
0123 abcdefg абвгдеёж αβγδεζη ひらがなカタカナ日本語
cursive 草書体
0123 abcdefg абвгдеёж αβγδεζη ひらがなカタカナ日本語

### Webフォント
Webフォントは閲覧環境に存在しない書体を表示するために、Webサイトと同時に読み込まれるフォントである。Webフォントは幅広いブラウザで表示することができるため、デバイス間の文字表示の差異を吸収する役割をもたらす。画像による文字の表示よりもセマンティックにコンテンツを表現することができる。